# Blanca Aráuz
Bianca Aráuz (25 mai 1909 - 2 juin 1933) est une télégraphiste qui a aidé les forces rebelles pendant l'occupation américaine du Nicaragua et qui a négocié avec le président Juan Bautista Sacasa pour faire gracier les rebelles et arrêter la guérilla. Elle est la première héroïne nationale du Nicaragua.

## Biographie
Blanca Stalla Aráuz Pineda naît le 25 mai 1909 à San Rafael del Norte dans le département de Nueva Segovia (aujourd'hui dans le département de Jinotega) du Nicaragua. Elle est la plus jeune de onze enfants. Toute la famille apprend le morse très jeune : leur père gère l'office du télégraphe local. À dix ans, Aráuz maîtrise parfaitement la télégraphie, en particulier grâce aux explications de sa sœur Lucila.

## Occupation américaine du Nicaragua
En 1927, quand le chef des forces rebelles, Augusto Sandino, vient à San Rafael del Norte pendant la guerre constitutionnaliste, il établit son quartier général dans le bureau du télégraphe, juste en face des quartiers généraux de l'armée américaine. En raison du lieu choisi, Aráuz peut suivre les décisions américaines et faire parvenir l'information à Sandino. Elle est aussi connue pour intercepter des messages et envoyer des fausses informations aux Américains.
Sandino et elle travaillent sur un plan de capture de Jinotega et envoient des forces pour soutenir le général. Ils tombent amoureux et se marient le 19 mai 1927,. Deux jours plus tard, Sandino retourne au front tandis qu'Aráuz continue ses actes résistants. Elle vit parfois avec Sandino dans les camps rebelles,.
Aráuz devient une cible de l'administration Diaz et de l'armée américaine. Le 2 mars 1929, elle est arrêtée et accusée d'avoir envoyé des messages à son mari. Elle est amenée à Managua, où elle est emprisonnée pendant sept mois,. L'année suivante, elle est à nouveau arrêtée et envoyée à la prison 21 de León avec sa mère et sa sœur,. Elle y est torturée pour la faire avouer où est Sandino. Les amis de la famille et le prêtre local parviennent à obtenir sa libération et son envoi dans un monastère. Là-bas, elle apprend à taper au clavier et améliore ses talents de couture. Sandino menace la garde nationale de représailles si sa famille n'est pas relâchée, et après six mois, elle a le droit de revenir chez elle,.
En 1931, elle rejoint Sandino dans son quartier général malgré les combats,. Elle fait une fausse couche en 1931 et une autre en 1932,. En 1932, elle écrit le poème Para mi viejito queridísimo Augusto César Sandino. Plus tard la même année, Juan Bautista Sacasa gagne l'élection présidentielle. Les forces américaines se préparent à quitter le Nicaragua, et Sandino demande à Aráuz d'aller à Managua pour discuter des termes de la reddition.
En décembre 1932, alors qu'elle est enceinte de quatre mois, Aráuz part rencontrer la délégation à San Rafael del Norte. Elle tombe de sa mule pendant le voyage et se blesse, mais arrive le 4 janvier 1933 à convaincre les officiers qu'elle a un sauf-conduit de Sacasa,. Le 6 janvier 1933, la délégation de paix arrive à Managua et Aráuz dit à Sacasa que Sandino est prêt à négocier pacifiquement avec le nouveau gouvernement,.
Elle meurt en accouchant de sa seule fille, Blanca Segovia Sandino Aráuz, le 2 juin 1933.

## Postérité
Après sa mort, Aráuz est le sujet de deux chansons de Luis Enrique Mejía Godoy : Allá va el general et Carta de amor a Blanquita.
En 2012, elle reçoit la médaille des soldats méritants de la patrie. En 2015, elle reçoit le statut de première héroïne nationale du Nicaragua.